# Comuna Potiivka, Radomîșl
Potiivka (în ucraineană Потіївська сільська рада) este o comună în raionul Radomîșl, regiunea Jîtomîr, Ucraina, formată din satele Modeliv și Potiivka (reședința).

## Demografie
Componența lingvistică a comunei Potiivka
     Ucraineană (98,02%)
     Rusă (1,67%)
     Alte limbi (0,16%)
Conform recensământului din 2001, majoritatea populației comunei Potiivka era vorbitoare de ucraineană (98,02%), existând în minoritate și vorbitori de rusă (1,67%).